# سستینیا (بازیکن فوتبال، زاده ۱۹۸۹)
سستینیا (انگلیسی: Cesinha؛ زادهٔ ۲۹ نوامبر ۱۹۸۹) بازیکن فوتبال اهل برزیل است.
از باشگاه‌هایی که در آن بازی کرده‌است می‌توان به باشگاه فوتبال دئگو، باشگاه فوتبال آمریکا (بلو هوریزونته)، باشگاه فوتبال اتلتیکو مینیرو، و باشگاه فوتبال کورینتیانس اشاره کرد.